# Katalepsie
Katalepsie (altgriechisch κατάληψις katálēpsis „Besetzen, Erfassen, Festhalten“; deutsch auch Starrsucht, lateinisch stupor vigilans) ist eine neurologische Störung. Sie äußert sich darin, dass aktiv oder passiv eingenommene Körperhaltungen übermäßig lange unerwünscht beibehalten werden. Wird zum Beispiel ein Bein passiv von der Unterlage abgehoben, bleibt dieses nach dem Loslassen in der Luft. Die Störung tritt vor allem bei schizophrenen Erkrankungen auf, aber zum Teil auch bei organischen Hirnerkrankungen. Die Katalepsie ist von der Kataplexie zu unterscheiden.
Die Katalepsie ist oft vergesellschaftet mit einer starken psychomotorischen Verlangsamung und einer ausgeprägten Störung des Antriebs, ein Zustand, der als Stupor (früher auch „Starrsucht der Seelenäußerung“ genannt) bezeichnet wird. Von einer Katalepsie Betroffene weisen nicht selten eine wächserne Erhöhung des Muskeltonus bei passiven Bewegungen auf, die sogenannte Flexibilitas cerea, das heißt, die Gelenke lassen sich mit geringer Mühe passiv beugen und behalten die gegebene Stellung bei.
Neben der krankhaften Form kann die Katalepsie auch bei einer hypnotischen Trance als eines der sogenannten hypnotischen Phänomene auftreten oder gezielt der in Trance befindlichen Person vom Hypnotiseur suggeriert werden.